# Moacyr Ribeiro Briggs
Moacyr Ribeiro Briggs (Niterói, 10 de julho de 1900 – Rio de Janeiro, 19 de abril de 1968) foi um diplomata brasileiro.

## Vida
Filho de Arthur Eduardo Raoux Briggs e Francisca Eduarda Ribeiro, casou com Zenilda Novaes. Estudou na Universidade Federal Fluminense e foi bacharel em leis na Universidade Federal do Rio de Janeiro em 1923. Em 1918 começou a trabalhar no Serviço Exterior do Itamaraty. De 1938 a 1941 foi Chefe Adjunto do Departamento de Gestão do Itamaraty. A partir de 1942 chefiou a Divisão de Organização e Coordenação do Departamento Administrativo do Serviço Público (DASP), as relações públicas do presidente.
Diretor do DASP:
- De 6 de novembro de 1945 a 12 de dezembro de 1945 na presidência de José Linhares
- De 24 de fevereiro de 1961 a 25 de agosto de 1961 na presidência de Jânio Quadros
- De 25 de agosto de 1961 a 8 de setembro de 1961 na presidência de Ranieri Mazzilli

De 17 de setembro de 1952 a 1 de agosto de 1953 foi embaixador em Karachi. De 18 de novembro de 1953 a 24 de setembro de 1955 foi embaixador em Assunção. De 2 de março de 1959 a 1960 foi embaixador na Santa Sé. Até sua morte trabalhou no Instituto de Organização Racional do Trabalho no extinto estado da Guanabara e foi nesta função Assessor Geral da Presidência da Fundação Getúlio Vargas, sucedido por Alím Pedro.

## Publicações
- O serviço público federal no decênio Getúlio Vargas